# ハリー・カラス
ハリー・カラス（Harold Norbert "Harry" Kalas、1936年3月24日 - 2009年4月13日）は、メジャーリーグベースボールのスポーツアナウンサー。フィラデルフィア・フィリーズの専属アナウンサーを長年務めて、2002年に実況放送関係者の『野球殿堂入り』にあたる、フォード・フリック賞を受賞した。

## 経歴
アメリカ合衆国イリノイ州ネイパービル出身。高校卒業後、アメリカ陸軍在籍中の1962年に、マイナーリーグのハワイ・アイランダースの試合実況を務めたのが始まりで、翌1963年にヒューストン・コルト45s（現ヒューストン・アストロズ）の実況アナウンサーとなった。
フィリーズの実況を担当するようになったのは1971年からで、選手を引退していたリッチー・アシュバーンとのコンビでの中継は27年間にも及んだ。
大きなホームランが出た時などに発する"outta here!"は、カラスの実況の決まり文句として有名で、フィリーズのファンからは"Harry the K"のニックネームで親しまれた。シチズンズ・バンク・パークのスコアボード下のレストランに、この名前が付けられている。
アシュバーン死後70歳を過ぎても中継に関わり、フィリーズが進出した1993年と2008年のワールドシリーズを担当、2002年にはその功績をたたえ、スポーツアナウンサーの『殿堂入り』にあたるフォード・C・フリック賞が送られた。
野球中継以外では、NFLフィルムズの「インサイド・ザ・NFL」など数多くのナレーションを務めた。
また2005年から2009年にかけて、TV番組アニマルプラネットのコーナー「パピーボウル」のナレーションや、映画「レザーヘッド」（邦題：かけひきは、恋のはじまり）のコマーシャルのナレーションを行っている。

## 死去
2009年4月13日の、ワシントン・ナショナルズのホーム開幕戦（対フィリーズ）の中継を担当する予定だったカラスは、試合開始前の午後12:30頃に心臓発作を起こしシチズンズ・バンク・パークの記者席で倒れ、収容されたジョージワシントン大学病院で亡くなった。前年2008年のワールドシリーズを制覇したフィリーズは、この死を受け4月14日に予定していたホワイトハウス訪問を延期した。